# 西慶州站 (東海線)
西慶州站（：／ Seogyeongju yeok */?）是東海線沿線的一座鐵路車站，位於韩国庆尚北道慶州市見谷面下邱里，前身為羅原站。

## 車站結構
站體為2面7線的雙島式月台。

### 月台配置
| ↑ 安康                           |
| １２ \| ３４ \|                  |
| 阿火（中央線）↓／慶州（東海線）↓ |

| 月台 | 路線   | 車種     | 目的地              |
| ---- | ------ | -------- | ------------------- |
| 1、2 | 東海線 | 無窮花號 | 往 浦項方向         |
| 3、4 | 東海線 | 無窮花號 | 往 釜田、東大邱方向 |

## 历史
- 1919年6月25日，金丈站（금장역）落成使用。
- 1945年7月10日，改名羅原站（나원역）。
- 2016年12月30日，编入东海本线，迁至距起点站（釜山镇站）114.1公里处[1][2]。
- 2021年12月28日，再改名為西慶州站（서경주역）。

## 相鄰車站
韓國鐵道公社
東海線
牟梁－西慶州－安康